# Tatiana Ortiz
Tatiana Ortiz (Città del Messico, 12 gennaio 1984) è una tuffatrice messicana.

## Biografia
Rappresentò il Messico ai Giochi olimpici estivi Pechino 2008 vincendo la medaglia di bronzo al fianco della connazionale Paola Espinosa nella piattaforma 10 metri sincro. Nel concorso individuale si piazzò al quinto posto dietro alla cinese Chen Ruolin, alla canadese Émilie Heymans, alla cinese Wang Xin e a Paola Espinosa.

## Palmarès
- Giochi olimpici

Pechino 2008: bronzo nel sincro 10 m.
- Giochi panamericani

Rio de Janeiro 2007: argento nel sincro 10 m.
Guadalajara 2011: argento nella piattaforma 10 m,
- Giochi centramericani e caraibici

Cartagena 2006: oro nel trampolino 1 m;
- Universiadi

Bangkok 2007: oro nella piattaforma 10 m; oro nel sincro 10 m;
Shenzhen 2011: argento nel sincro 10 m;